# Las Casuarinas (Santiago de Surco)
Las Casuarinas es el nombre de una urbanización exclusiva y de acceso restringido en el distrito de Santiago de Surco, en la ciudad de Lima, capital del Perú. Está habitada por familias de un nivel socioeconómico alto. Asimismo, es considerada como una urbanización exclusiva, debido al alto valor de sus propiedades. Se encuentra ubicada al pie del cerro San Francisco, límite con el distrito de San Juan de Miraflores, a unos 10.5 kilómetros del centro histórico de Lima.

## Historia
A mediados del siglo XX, la zona ocupada por esta urbanización era un área agrícola. Fue denominada así, debido a la abundancia de árboles de Casuarina. La urbanización fue concebida en 1955, por la pareja millonaria de esposos, Dan Carter y Gisela Zapaff Dammert, quienes fundaron la Compañía Urbanizadora Las Casuarinas de Monterrico S.A. para poder concretar su proyecto. En la década de 1980, los residentes de esta urbanización empezaron a construir un polémico muro de 10 kilómetros, a lo largo del límite con el distrito de San Juan de Miraflores. Aunque su construcción se realizó argumentando seguridad para la urbanización, con el paso del tiempo el muro ha sido calificado de segregativo y se le ha conocido popularmente como el "Muro de la Vergüenza".

## Demografía
En 1993, según el INEI, Las Casuarinas poseía una población de 2792 habitantes.

## Autoridades
Las Casuarinas, al ser parte del distrito de Santiago de Surco, es administrada por esta municipalidad.
- Alcalde (2023 - 2026):
  - Carlos Ricardo Bruce Montes de Oca, de Avanza País, alcalde de Santiago de Surco.

### Jurisdicciones Policiales
- Comisaría PNP Monterrico